# Papilio nobicea
Espèce
Papilio nobicea, aussi appelé Papilio maesseni, est une espèce de lépidoptères (papillons) de la famille des Papilionidae présente au Ghana et au Togo. Elle ressemble beaucoup à Papilio zenobia et certains auteurs la considèrent comme un synonyme de cette dernière.

## Description
À l'avers, les ailes sont marron foncé ou noirs. Les ailes antérieures portent une bande assez large de couleur blanche, dentelée sur un côté, et qui se prolonge dans la cellule. On observe une macule de même couleur à l'apex. Les ailes postérieures sont arrondies, dentelées et sans queues. Elles portent une bande blanche assez large dans le prolongement de celle des ailes antérieures.
Au revers les ailes sont marron, plus clair qu'à l'avers. Les motifs sont similaires, mais les ailes postérieures ont une aire basale orangée avec trois macules noires, des veines noires et des traits noirs dans les espaces interveineux. La bande blanche des ailes postérieures est également plus étroite. Le corps est noir avec des macules blanches.
La principale différence avec Papilio zenobia réside dans la couleur des bandes discales, un blanc pur chez P. nobicea et plutôt crème chez P. zenobia.

## Écologie
L'écologie de cette espèce est mal connue et la plante-hôte n'a pas été identifiée. Comme chez les autres espèce de Papilio les chenilles passent probablement par cinq stades avant de se changer en chrysalide, et la chrysalide est fixée à son support par son crémaster et par une ceinture de soie.
Les adultes volent rapidement le long des sentiers forestiers . Les deux sexes se nourrissent du nectar des fleurs.

## Habitat et répartition
Papilio nobicea est présent dans l'écozone afrotropicale, au Ghana et au Togo. L'espèce vit dans les forêts de montagnes.

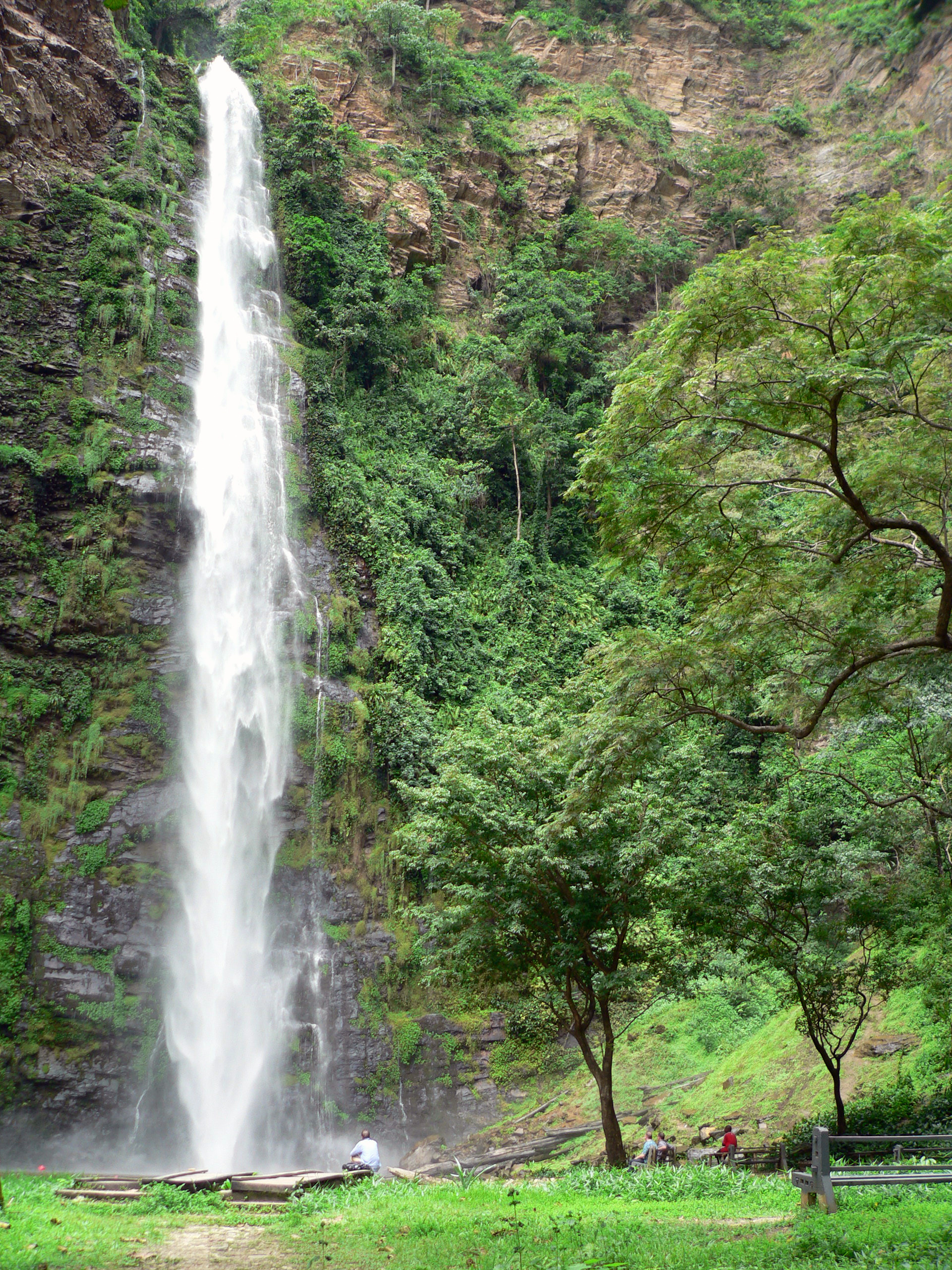
Chutes de Wli (Ghana).
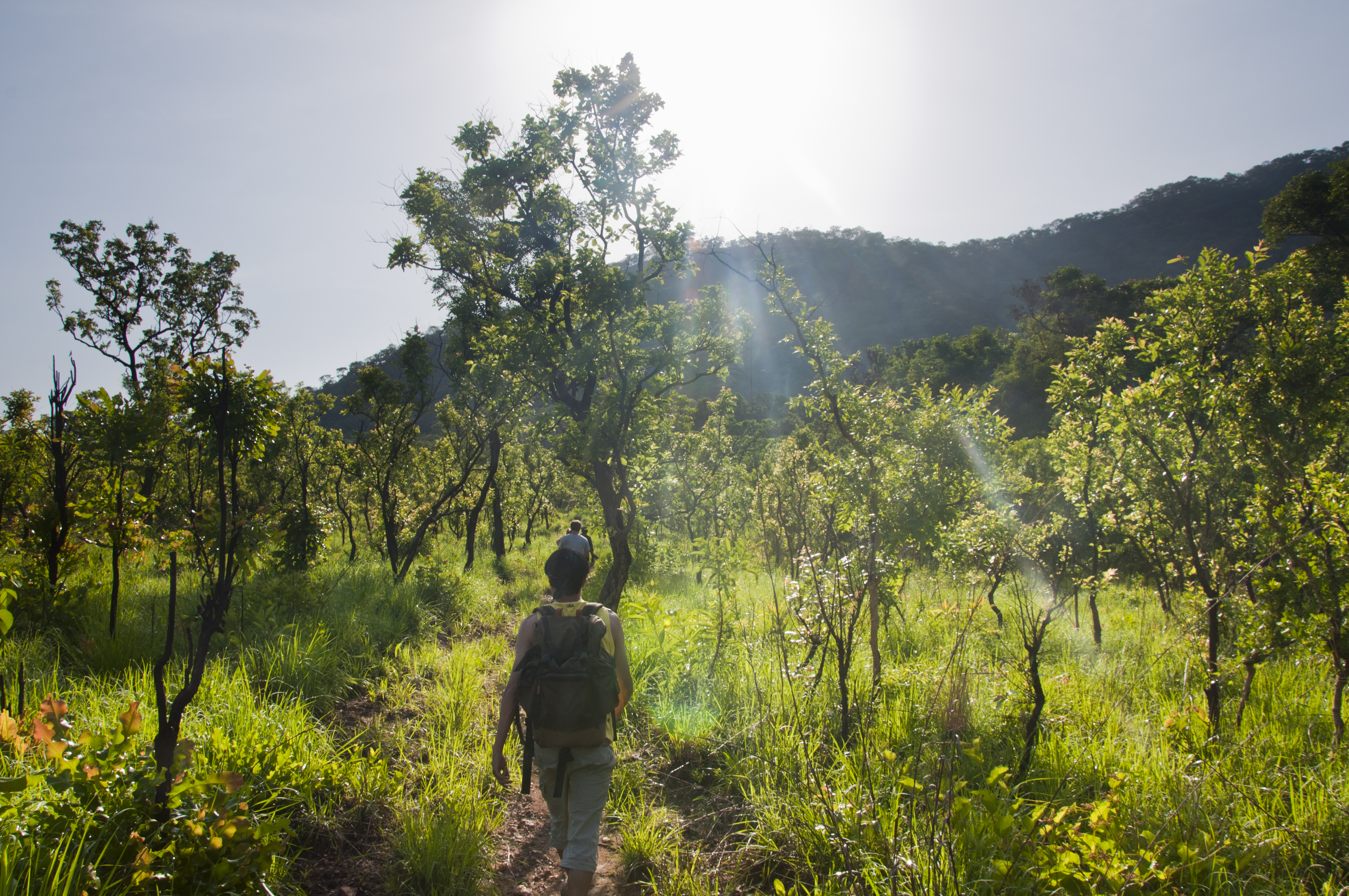
Parc national de Kyabobo (Ghana).

## Systématique
L'espèce Papilio nobicea a été décrite pour la première fois en 1904 par l'entomologiste Ernst Suffert dans Systema entomologiae sous le nom Papilio zenobia nobicea, à partir d'un spécimen du Togo. Certains auteurs considèrent Papilio nobicea comme un synonyme de Papilio zenobia, l'espèce est aussi considérée comme synonyme de Papilio maesseni Berger, 1974.

## Papilio nobiceaet l'Humain

### Nom vernaculaire
Papilio nobicea est appelé en anglais Volta Sash. 

### Menaces et conservation
Cette espèce n'est pas évaluée par l'UICN. 